# 二重葉脈
『二重葉脈』（にじゅうようみゃく）は、松本清張の長編推理小説。『読売新聞』に連載され（1966年3月11日付 - 1967年4月17日付、連載時の挿絵は宮永岳彦）、1967年11月に光文社（カッパ・ノベルス）より刊行された。

## あらすじ
家電メーカー・イコマ電器の倒産に不当な粉飾決算が行なわれていた容疑から、警視庁はイコマの生駒伝治前社長と杉村治雄前経理部長の供述を得ようとするが、杉村は3月12日を最後に行方不明となり、捜査二課から協力を求められた神野刑事は、秘書室長の柳田一郎と面会し、捜査に着手する。生駒はイコマの倒産前に、会社の資産を前専務の前岡正造や杉村とともに横領したとみられていたが、身をひそめる神田駿河台の駿峡荘ホテルから居所を転々とし、その行動は不明朗であった。
生駒が3月13日に岡山県の湯原温泉に女と宿泊していたことが発覚し、同日夜に同じ県内の旭川ダムに車が落ちたのを付近の住民が助けた一件があったことから、杉村の失踪と、生駒および前岡がほとんど同日に東京を出発していたことが神野の気にかかったが、不吉な殺人事件を証明するものは何もなかった。神野は擬装倒産を疑う神岡幸平らイコマの下請業者や、生駒の女であった丸橋豊子らに捜査の輪を広げるが、杉村に続いて4月16日に前岡が失踪、羽曳野市の前方後円墳で前岡は死体となって発見された。
前岡殺害の重要参考人として杉村が指名手配となる中、神野は旭川ダムの車両転落をめぐる工作を見破り、杉村は死体となって姿を現す。やがて5月8日に河内長野市で思いがけない形で第三の殺人が発生、神野は三つの殺人事件には共通の犯人がいると睨む。
ところが、5月17日に容疑者の自殺とみられる死体が発見された。もはや関係者が全部死んでいるため、捜査は幕引きとみられた。しかし、気が済まない神野は捜査を続行し、霧の中の真犯人を突き止める。

## 主な登場人物

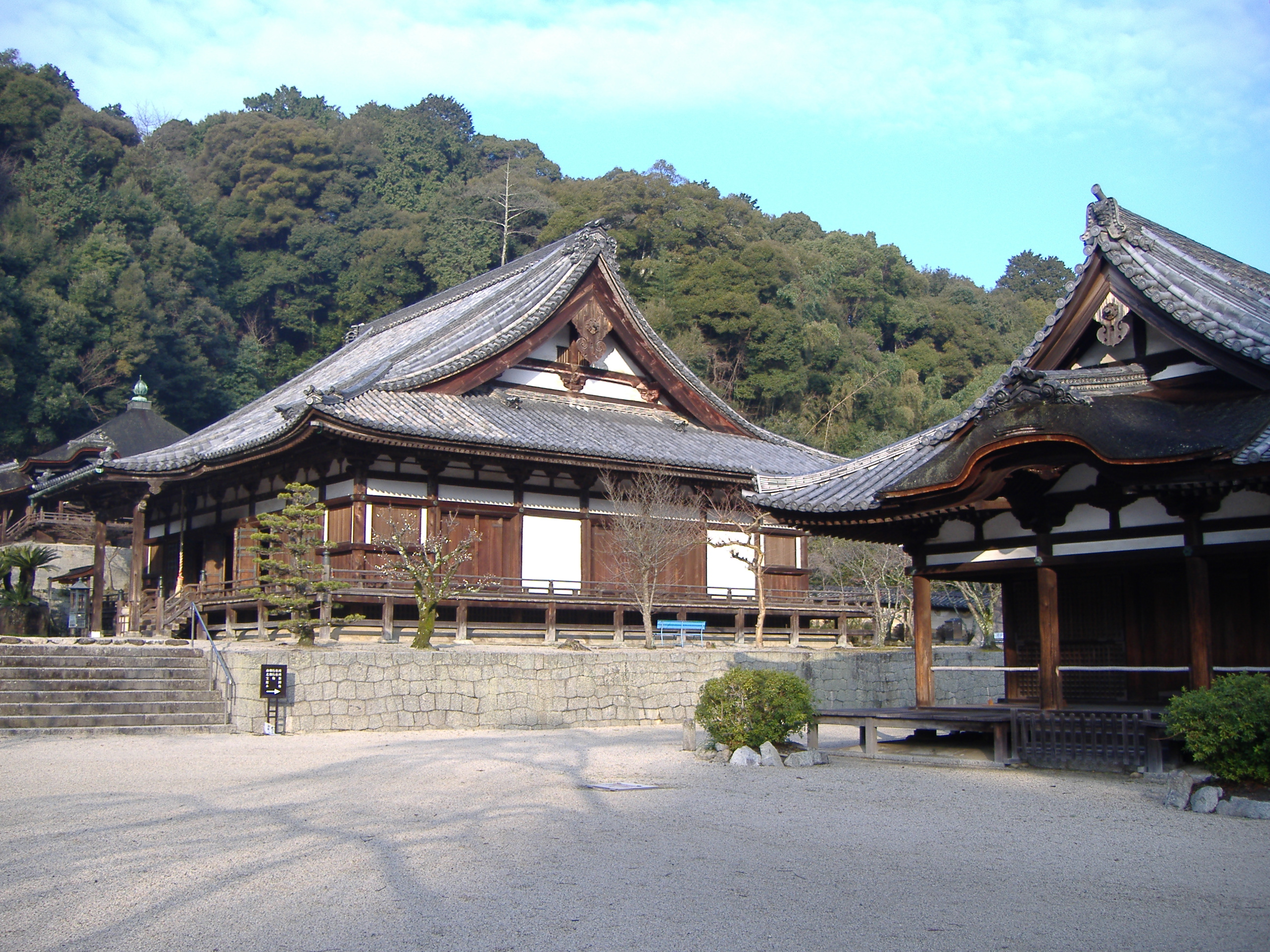
舞台の一つとなる河内長野市の金剛寺

神野滋
警視庁捜査一課の中年刑事。四十くらいのずんぐりとした、髪の毛のうすい、まるい赭ら顔の刑事。
塚田刑事
神野の同僚の若い刑事。スマートな、きちんとした服装で会社員のような感じ。
河合警部補
警視庁捜査一課の二係長。神野・塚田両刑事の上司格。
今泉警部
大阪府警捜査一課の係長。第二・第三の殺人の捜査に協力する。
生駒伝治
イコマ電器の前社長。次々と新しいデザインの製品を開発しワンマン社長となるが、設備投資を拡充しすぎて致命傷となり、会社を倒産させる。
前岡正造
イコマ電器の前専務で業務担当。関口台町に住む。
杉村治雄
イコマ電器の前常務で経理部長。祐天寺に住む。3月12日を最後に行方不明となる。
柳田一郎
イコマ電器の秘書室長。生駒の使いをつとめていた。
小林博一
イコマ電器の顧問弁護士。麹町に住む。
生駒富子
生駒の妻。生駒とはしっくりいっていない。等々力に住む。
丸橋豊子
かつての生駒の女で元芸者。現在は九段で旅館「楽天荘」を経営する。
神岡幸平
赤羽にある神岡紙器の経営者。イコマ電器に段ボール容器を納入。生駒に面会を強要し警官につかまったことがある。
鈴木寅次郎
大崎にある鈴木製作所の経営者。イコマ電器に金属部品を納入。イコマ電器の倒産のあおりで倒産する。
北川良作
五反田にある北川合成樹脂製作所の経営者。イコマ電器にプラスチック成形品を納入。イコマ電器の倒産後、妻を自殺で喪う。
下村るり子
牛込北町にある下村印刷所の経営者。夫と死別後、独り身で小さな印刷所を支える。地味な身なりで田舎の小学校の先生のような風貌。
吉田
下村印刷所の二十代の女事務員。るり子の留守中の仕事をみる。

## 評価
推理小説評論家の山前譲は、1965年の山陽特殊製鋼倒産事件をはじめ、大型倒産が相次ぎ下請企業に甚大な影響を出した「当時の社会状況を反映した、リアルな経済小説としてまず興味をそそっていく」が、「発端のイコマ電器の経営破綻の顛末から、真相への道筋はしっかりと刻まれている」「フーダニットのミステリー」と本作を評している。